# Blaesoxipha excisa
Blaesoxipha excisa är en tvåvingeart som först beskrevs av Aldrich 1916.  Blaesoxipha excisa ingår i släktet Blaesoxipha och familjen köttflugor. Inga underarter finns listade i Catalogue of Life.